# Rumskullaeken
Rumskullaeken eller Kvilleken er et stort egetræ ved Norra Kvill i Rumskulla sogn, Vimmerby kommun, Kalmar län, Småland.
Egen er Sveriges ældste med sine 1.000 år og en omkreds på mere end 13 meter. I 2018 blev det besluttet at lade den dø i fred. Den kunne da stadig fremvise en kvist med grønne blade.
Rumskullaeken har et volumen på cirka 60 kubikmeter og en højde på 14 meter. I nærheden ligger Norra Kvill Nationalpark. Rumskullaeken blev første gang beskrevet 1772 af herredsfoged Magnus Gabriel Craelius i bogen Försök till ett landskaps beskrivning.